# Marmalade
Marmalade, brittisk popgrupp bildad i Glasgow i Skottland 1961 som The Gaylords och uppträdde senare som Dean Ford and The Gaylords, men tog namnet Marmalade 1966 och fick en stor hit i England med singelettan "Ob-La-Di, Ob-La-Da" 1968.

## Medlemmar
Originalbesättning
- Dean Ford (född 5 september 1946, död 31 december 2018) – sång, gitarr, munspel (1966–1975)
- Junior Campbell (född 31 maj 1947) – gitarr, sång, keyboard (1966–1971)
- Pat Fairley (född 14 april 1946) – gitarr, basgitarr, sång (1966–1972)
- Graham Knight (född 8 december 1946) – basgitarr, sång (1966–1973, 1975–2010)
- Raymond Duffy – trummor (1966)

Nuvarande medlemmar
- Sandy Newman – sång, gitarr, keyboard (1975–)
- Alan Holmes – sång, gitarr, keyboard (1980–)
- Mike Steed – sång, basgitarr, flöjt (2010–)
- Damon Sawyer – trummor, slagverk (2010–)
- John James Newman – sång, gitarr (2011–)

Övriga medlemmar
- Alan Whitehead (född 24 juli 1947) – trummor (1966–1971, 1975–1978)
- Dougie Henderson – trummor (1971–1975)
- Hugh Nicholson – sång, gitarr (1971–1973)
- Joe Breen – sång, basgitarr (1973–1975)
- Mike Japp (född 15 november 1952, död 31 januari 2012) – sång, gitarr (1973–1975)
- Charlie Smith – sång, gitarr (1975–1977), trummor (1980–1982, 1989–1998)
- Ian Withington – sång, gitarr (1978–1980)
- Stu Williamson – trummor (1978–1980)
- Garth Watt-Roy – sång, keyboard (1977–1978)
- Glenn Taylor – trummor (1982–1989, 1998–2010)
- Dave Dee (född 17 december 1943, död 9 januari 2009) – sång (1987–2009)

## Diskografi
Studioalbum
- There's a Lot of It About (1969)
- Reflections of The Marmalade (1970)
- Songs (1971)
- Our House Is Rocking (1974)
- Only Light on My Horizon Now (1977)
- ...Doing It All for You (1979)
- Heartbreaker (1982)
- Penultimate (2013)

Samlingsalbum
- Best of Marmalade (1969)
- Reflections Of The Marmalade (1970-1972) (1988)
- I See The Rain (1966 - 1969) (2000)

Singlar (topp 40 på UK Singles Chart)
- "Lovin' Things" (1968) (#6)
- "Wait For Me Mary-Anne" (1968) (#30)
- "Ob-La-Di, Ob-La-Da" (1968) (#1)
- "Baby Make It Soon" (1969) (#9)
- "Reflections of My Life" (1969) (#3)
- "Rainbow" (1970) (#3)
- "My Little One" (1971) (#15)
- "Cousin Norman" (1971) (#6)
- "Back on the Road" (1971) (#35)
- "Radancer" (1972) (#6)
- "Falling Apart at The Seams" (1976) (#9)